# Tettuccio d'oro
Il Tettuccio d'oro (in tedesco Goldenes Dachl) è il simbolo della città austriaca di Innsbruck.
Si tratta di un erker tardogotico che sorge sulla facciata del Neuer Hof, l'antico palazzo dei conti del Tirolo, il cui tetto è ricoperto da 2.657 scandole di rame dorato.

## Storia e descrizione

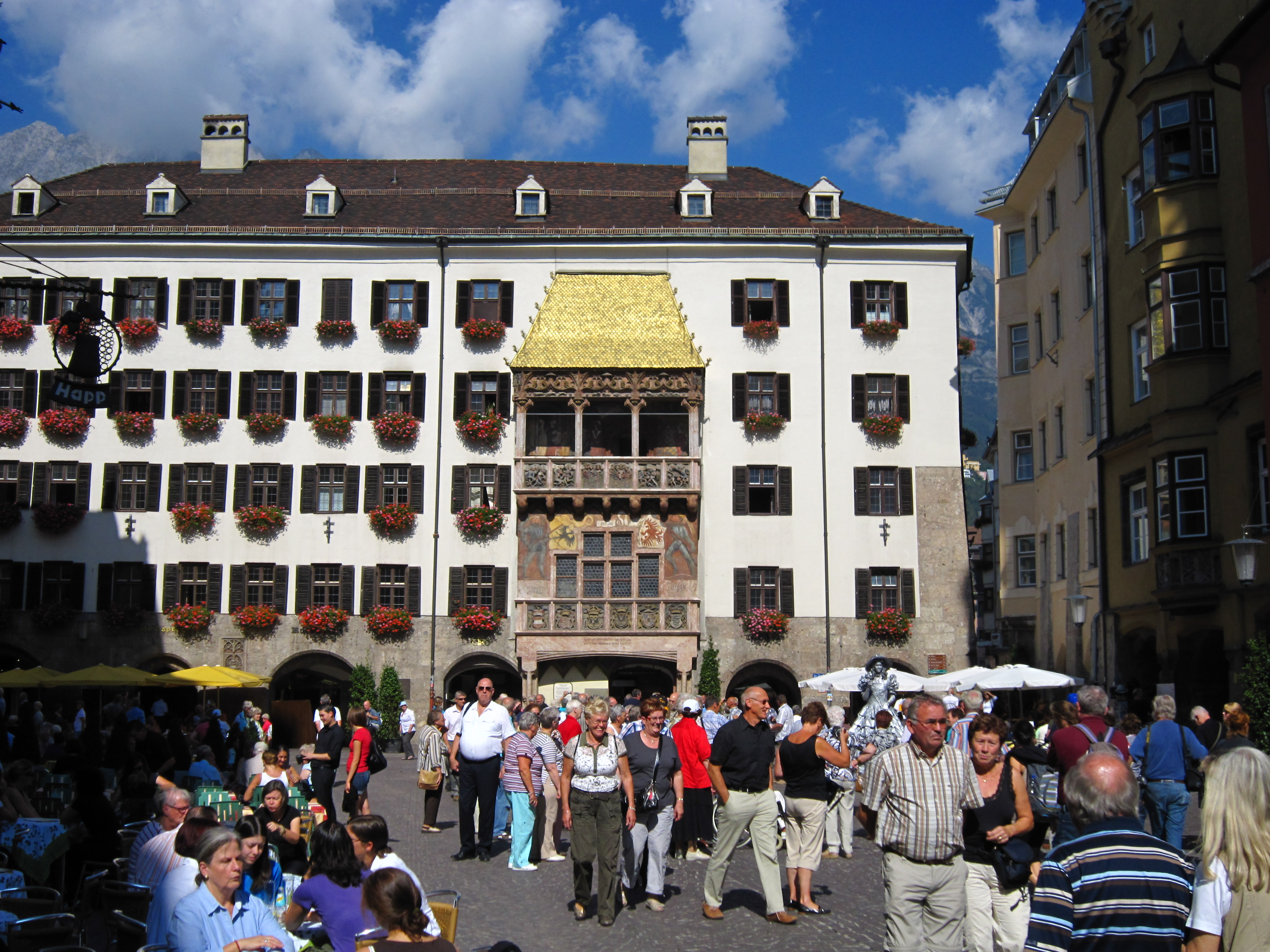
Il Neuer Hof

Il Neuer Hof venne costruito intorno al 1420 per volere di Federico IV d'Asburgo come residenza dei conti del Tirolo. 
In ricorrenza dell'anno 1500 Massimiliano I d'Asburgo fece aggiungere dall'architetto Niklas Türing il Vecchio il celebre erker, che lo realizzò tra il 1494 e il 1496.
L'erker si sviluppa in due volumi sovrapposti sormontati dal celebre tetto dorato. La parte inferiore è incentrata su una finestra tardo-gotica poggiante su una serie di stemmi scolpiti (gli originali sono al Tiroler Landesmuseum) e inquadrata da due alfieri, a fresco, con gli stendardi dell'Austria e del Tirolo. Nella parte superiore sporge un balcone a loggia con rilievi figuranti scene delle Danza della Moresca e affreschi che mostrano la vita di corte con Massimiliano I e le sue due spose, il cancelliere, il giullare.  I bei rilievi sono opera di Gregor Türing, mentre gli affreschi si devono a Jörg Kölderer.
Nel 1996 nell'edificio fu costituito il Museum Maximilianeum e nel 2007 fu riaperto dopo lavori di ampliamento e risanamento come Museum Goldenes Dachl (museo tettuccio d'oro).
Dal 2003 nell'edificio si trova un "segretariato permanente" della convenzione delle Alpi.

## Galleria d'immagini

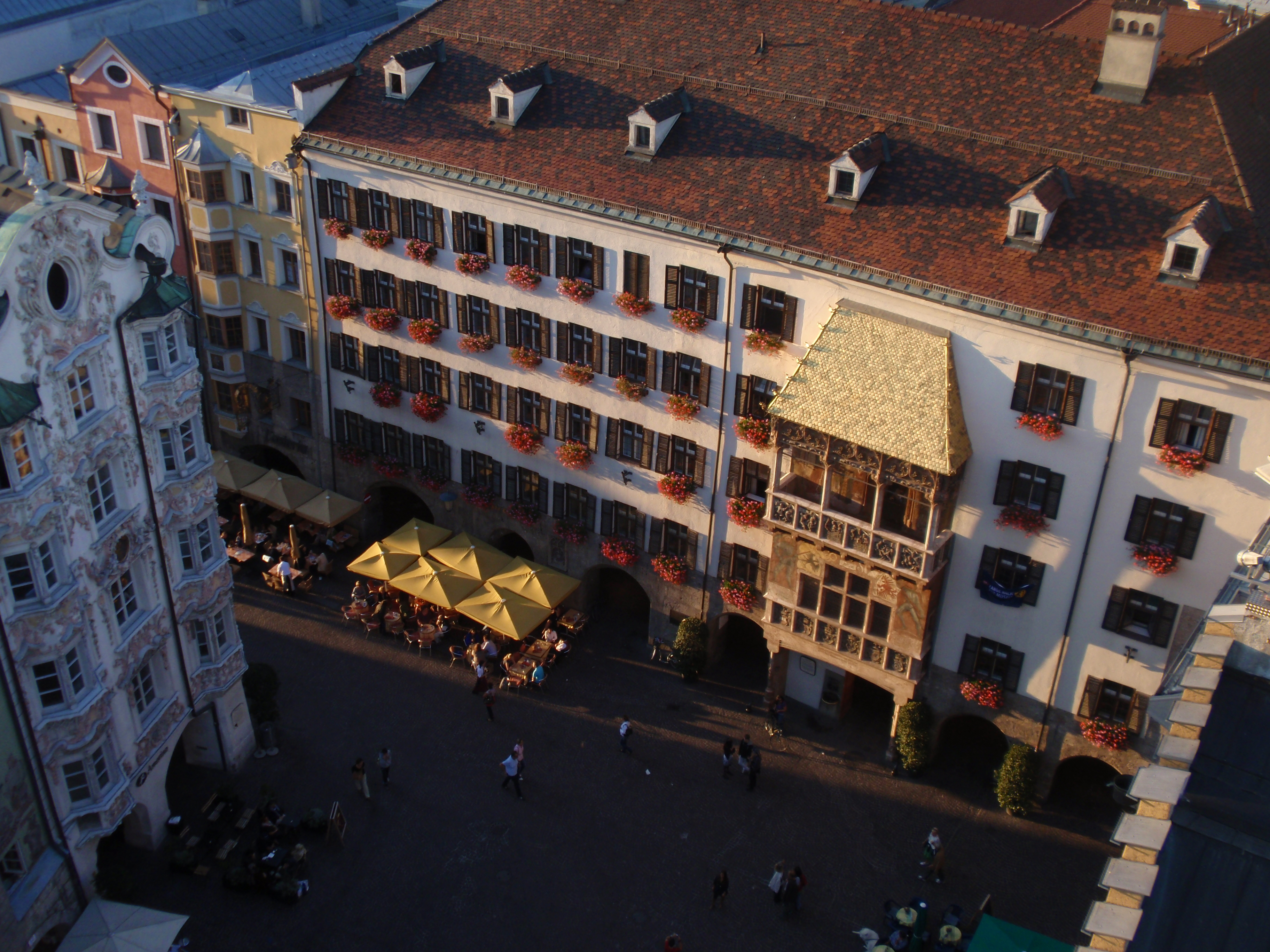
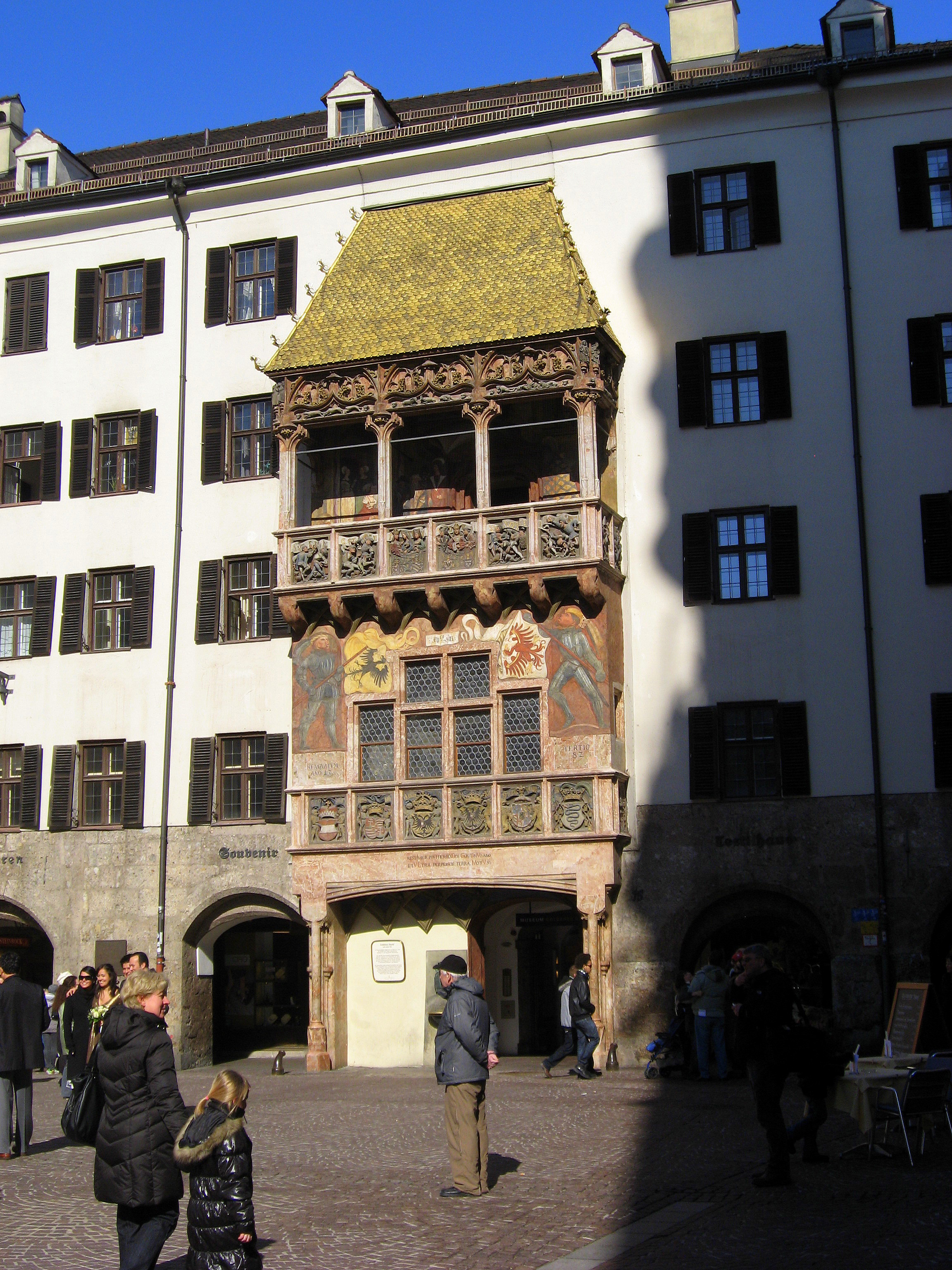
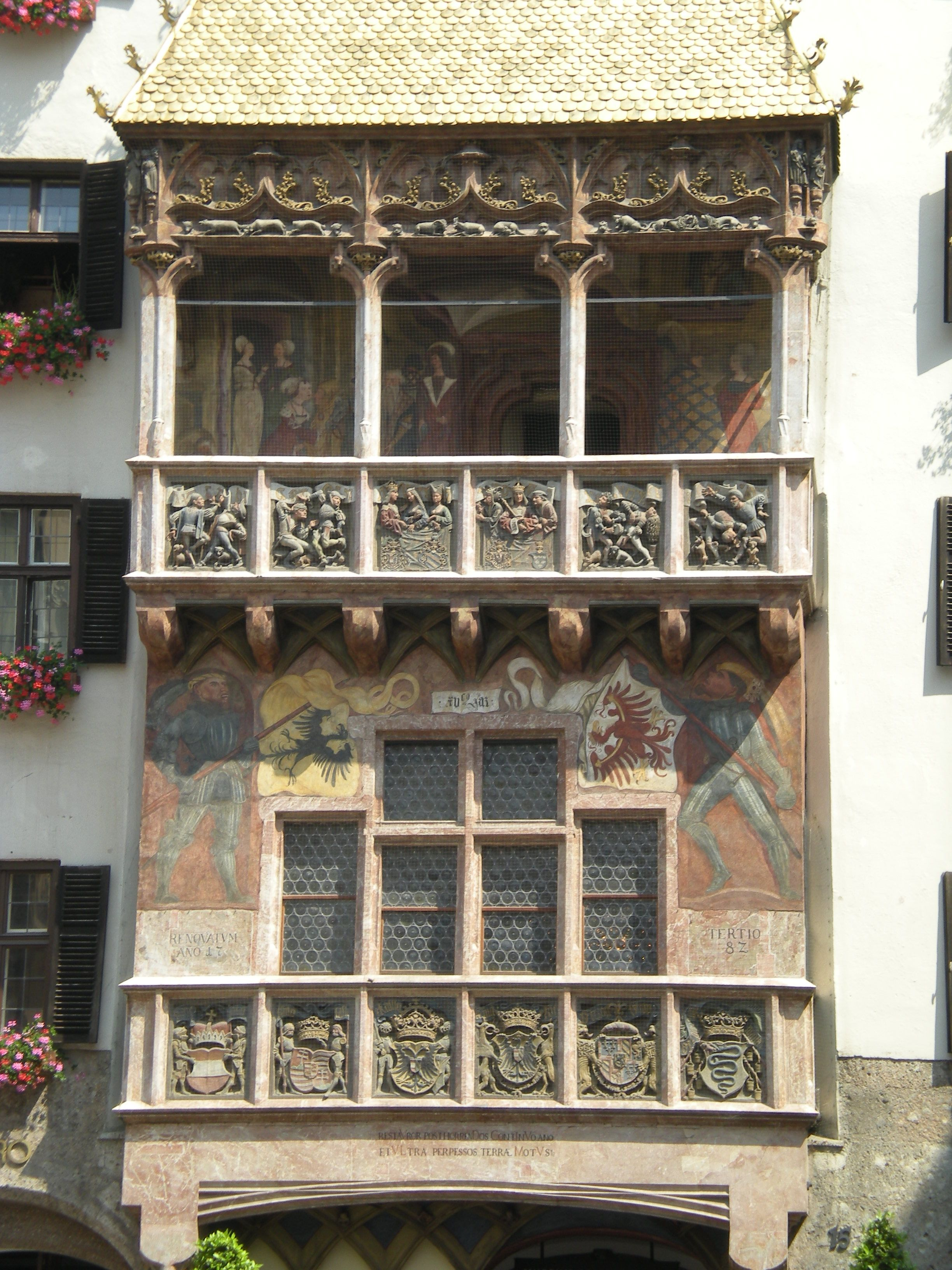
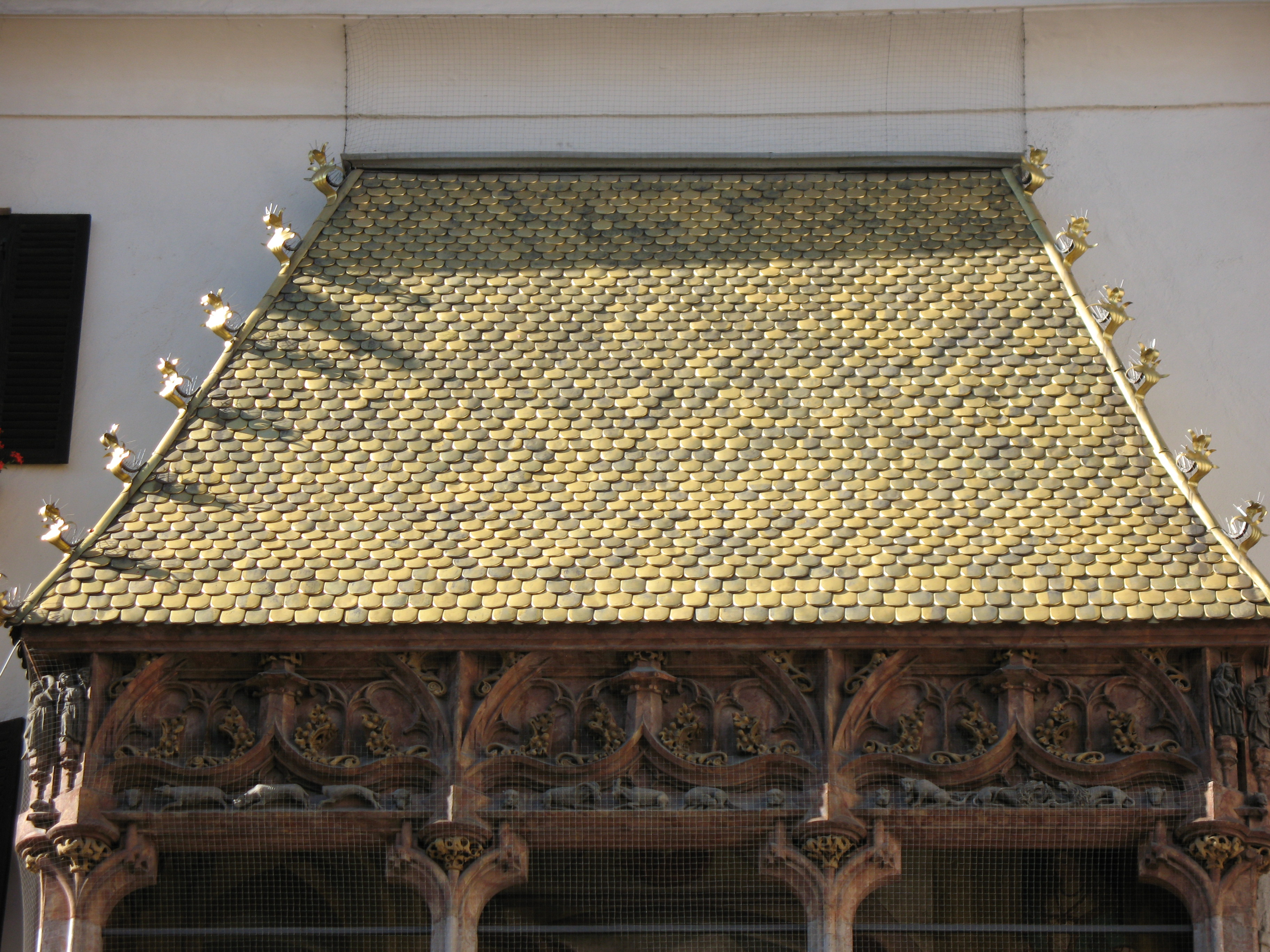